# Geboortehuis van Shakespeare

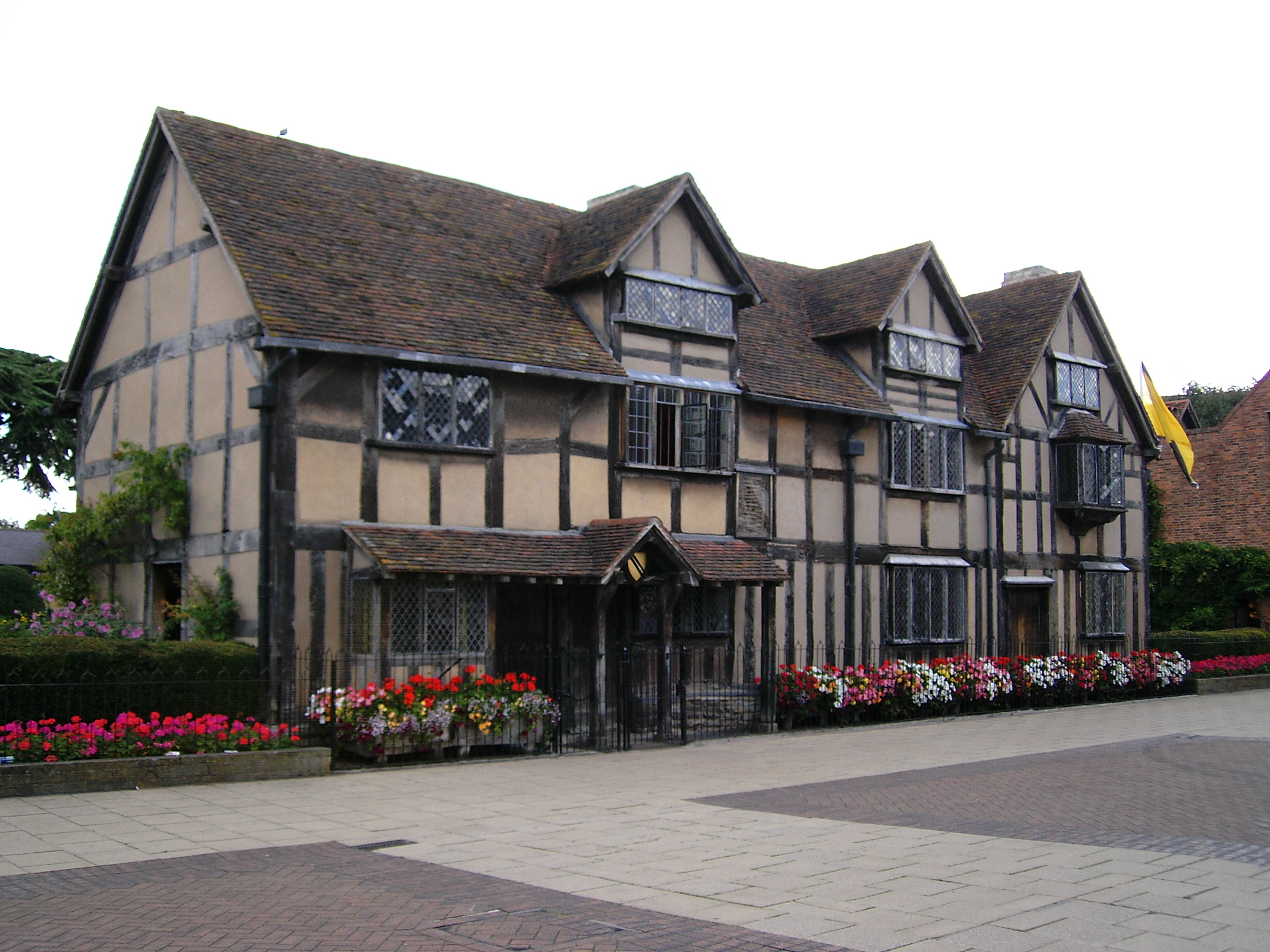
Geboortehuis van Shakespeare

Het geboortehuis van William Shakespeare is een zorgvuldig gerestaureerd, 16de-eeuws vakwerkhuis gelegen in Henley Street in Stratford-upon-Avon. Men vermoedt dat William Shakespeare er in 1564 werd geboren en dat hij er zijn kinderjaren doorbracht. Het is nu een klein museum en een populaire toeristische trekpleister, beheerd door de Shakespeare Birthplace Trust.

## Beschrijving
Het huis zelf is relatief eenvoudig, maar is, voor het eind van de 16de eeuw, toch een behoorlijke woning. John Shakespeare, Williams vader, was handschoenmaker en wolhandelaar. Het huis was oorspronkelijk verdeeld in twee delen zodat John kon wonen en handel drijven in hetzelfde pand.
Het gebouw is architectonisch niet opmerkelijk. Volgens de stijl van de tijd is het gebouwd uit met leem opgevuld vlechtwerk in een houten kader. Lokaal eikenhout uit het bos van Arden en blauwgrijze steen uit Wilmcote werden gebruikt in de bouw, terwijl de grote open haarden werden gemaakt van een ongebruikelijke combinatie van vroege baksteen en natuursteen. De begane grond bestaat uit betegelde vloeren.
Het grondplan van het gebouw was oorspronkelijk een eenvoudige rechthoek. Van noordwest naar zuidoost bestond de benedenverdieping uit een huiskamer met open haard, een aangrenzende hal met een grote open haard, een gang, en ten slotte een kamer die waarschijnlijk dienstdeed als werkplaats van John Shakespeare. Deze indeling werd herhaald op de eerste verdieping met drie kamers toegankelijk via een trap vanuit de hal. Deze trap bevond zich waarschijnlijk daar waar ook vandaag de trappen zijn. Traditioneel lag de geboortekamer boven de huiskamer.
Een huis met een breedte van 1 kamer, gekend als Joan Hart;s Cottage, werd later aangebouwd tegen de noordwestergevel. Een aanbouw bestaande uit een keuken en een kamer erboven werd toegevoegd aan de achterzijde van het huis.